# 電気窃盗
電気窃盗（でんきせっとう）とは、電気を目的物とした窃盗のこと。盗電（とうでん）ともいう。電気の様態が他の財物とは大きく異なるため、過去にその犯罪の成否をめぐって激しい論争が繰り広げられた。

## 概要
窃盗罪は、窃盗の目的物が「物」すなわち「有体物で」あることを想定している。しかし、電気は窃盗罪が想定する「有体物」ではなく、法的に無体物という分類となり、電気窃盗は、窃盗のなかで特殊な様態である。

### 日本

#### 日本の電気窃盗の法的歴史
日本では、まず判例によって電気に対する窃盗が認められ、その後条文上で明記されるという流れをたどった。
1880年（明治13年）に太政官布告で発表された旧刑法は「物ではない電気」の窃盗を想定していなかった。そのため、電力会社に電気代を支払わずに勝手に電力を使用する行為について、それが窃盗にあたるかどうかについて論争された。
1901年に、後に東京電燈に吸収される横浜共同電灯会社が、契約に定められた以上の電力を使用したとして利用者を告訴した。一審で有罪判決を受けた被告は控訴したが、その際に「電気は有体物ではない」と主張した。
旧刑法において窃盗は「具体的な財物をかすめ取る行為」と規定されていたが、この主張によって、「そもそも電気とは物か、物にあらざるか」という当時最先端の科学命題が法廷で争われることとなった。控訴審では、証人として呼ばれた東京帝国大学の物理学教授・田中舘愛橘がエーテル理論に基づいて「電気はエーテルの振動現象であり、物質ではない」と証言したために被告に無罪の判決が下された。
このままでは事業に致命的な影響を受けてしまうことを懸念し、原告は直ちに上告した。大審院（現最高裁判所）はこの問題をどう取り扱うかに苦慮したが、最終的に電気は、接触すると感電して痺れるから存在することが分かり、電流計、電圧計、電力計により管理できるため、可動性と管理可能性を持っているとされ、窃盗罪が成立すると判断して1903年に被告に逆転有罪の判決を下した。
その後、1907年（明治40年）に施行された刑法は、245条に「この章（第36章　窃盗及び強盗）の罪については、電気は、財物とみなす」（口語化表現）と明確な規定が置かれ、電気の窃盗は犯罪行為であるとする方法で立法的解決がはかられた。

#### 法的な問題点
この刑法245条によって、電気窃盗に関してはそれが窃盗にあたるということが明らかとなった。しかし、他の無体物は窃盗の対象になるのかならないのか、という問題が残された。
学説には、「有体物説」と「管理可能性説」の2つがある。
有体物説は「刑法245条の規定は限定的な規定であり、電気についてのみ刑法は有体物と考えると宣言したにとどまる。他の無体物は窃盗の目的物とはならない」とする。
管理可能性説は「刑法245条の規定は、注意的で例示的な規定であり、管理可能である限り、無体物も窃盗の対象となる」とする。

#### 近年における電気窃盗事例
1990年代半ばごろから、携帯電話やスマートフォン、充電式電池など、こまめな充電を要する携帯機器の急速な発展と普及にともない、公共の場などで業務用に設置しているコンセントを勝手に利用して充電を行う行為が多発している。列車・バスの座席や、飲食店やイートインコーナー等の客席上に設置しているコンセントのように、利用者が自由に利用することを前提としているのであれば盗電にはならないが、清掃用や自動販売機・トイレの便座等のサービス機器への給電用など、業務用のコンセントは利用者が自由に利用することを前提としているものではなく、これらを施設管理者の許可無く利用した場合は盗電となる。
こうした電気窃盗行為は、設置されているコンセントの本来の使用目的である、清掃機器や照明機器の電源など機器の円滑な作動を阻害して、業務に支障をきたしかねない。また、金銭的な被害も発生する。1回の窃盗では、小さな被害金額であっても、駅のような多数の人が行き交う場所の多くのコンセントでこのような窃盗行為が頻繁に行われると、大きな被害金額となりえる。また、消費電力の超過による電気事故の危険性もある。そのため、施設によってはコンセント部分に絶縁テープや警告文を書いた貼り紙などを貼って使用出来ないようにしたり、窃盗できそうな場所に設置されているコンセントを配線から外し、跡をメクラ蓋で封じたり、セメントやコンクリートで埋めたりして使用不可能にするなどの対策を講じる施設も出てきている。
このような窃盗事案を警察が摘発した場合、多くは被害額が微小であるとして微罪処分として処理するケースが多いが、場合によっては逮捕や書類送検され、裁判で有罪判決が下されたケースも存在する。実際2010年には大阪で、料金滞納で電気を止められた男が、アパートの共用コンセントから自室に電気を引き込み、2円50銭相当の電気を盗んだとして、大阪地裁は懲役1年、執行猶予3年の有罪判決を言い渡している。
また、このような近年の窃盗事例を鑑み、近年はコンセント部分に取り付け可能な盗電防止用のカバーを開発して販売する企業も出現している。

### その他の国における事情
インドにおいては盗電は深刻な問題である。総発電量の30～40%が消え、電力料金の回収率は40%以下であるという。こういった盗電事例はフィリピンや中国・ネパール・パキスタンなど発展途上国にとどまらず、オランダなどでも電力会社を悩ませている。また、頻繁に停電があるところでは停電中に私設架線を勝手に設置するケースまで聞かれるが、この中にはいい加減な架線がショートして火を吹いたり、接続作業中に感電する事故も後を絶たない。停電中には正規の架線が金属泥棒に遭うケースもあり、地域内の電力事情悪化を招いている。